# جوركا إيزاجير
جوركا إيزاجير (بالإسبانية: Gorka Izagirre)‏ (و. 1987  م) هو دراج، وcyclo-cross cyclist ‏ إسباني، ولد في أورمايثتيغي، شارك في طواف إسبانيا، وشارك في طواف إسبانيا 2014، وشارك في طواف إيطاليا 2014، وشارك في طواف فرنسا 2018، وشارك في سباق طواف فرنسا 2011، وشارك في سباق طواف فرنسا 2013، وشارك في سباق طواف فرنسا 2012، وشارك في طواف فرنسا، وشارك في طواف فرنسا 2019.

## سباقات أو مراحل فاز بها
| التاريخ        | السباق                             | المركز                      |
| -------------- | ---------------------------------- | --------------------------- |
| 25 يوليو 2010  | برويبا فيلافرانسا دي أورديزيا 2010 | الفائز في التصنيف العام     |
| 09 فبراير 2011 | تروفيو كالفيا 2011                 |                             |
| 11 مارس 2012   | باريس-نيس 2012                     | السابع في تصنيف أفضل شاب    |
| 22 يوليو 2012  | سباق طواف فرنسا 2012               | الخامس في تصنيف أفضل شاب    |
| 25 يوليو 2012  | برويبا فيلافرانسا دي أورديزيا 2012 | الفائز في التصنيف العام     |
| 27 يناير 2013  | داون أندر 2013                     | السابع في التصنيف العام     |
| 30 مارس 2013   | جائزة ميغيل إندوراين 2013          | المرتبة 14 في التصنيف العام |
| 12 أبريل 2014  | طواف إقليم الباسك 2014             | السادس في تصنيف الجبال      |
| 13 أبريل 2014  | كلاسيكا بريمافيرا 2014             | الثاني في التصنيف العام     |
| 25 يوليو 2014  | برويبا فيلافرانسا دي أورديزيا 2014 | الفائز في التصنيف العام     |
| 25 يناير 2015  | داون أندر 2015                     | الثامن في التصنيف العام     |
| 09 أبريل 2017  | كلاسيكا بريمافيرا 2017             | الفائز في التصنيف العام     |
| 17 فبراير 2019 | طواف بروفانس 2019                  | الفائز في التصنيف العام     |
| 03 أغسطس 2020  | 2020 Gran Trittico Lombardo        | الفائز في التصنيف العام     |

## روابط خارجية
- جوركا إيزاجير على موقع الاتحاد الدولي للدراجات (الإنجليزية)
- جوركا إيزاجير على موقع أرشيف الدراجات (الإنجليزية)
- جوركا إيزاجير على موقع إحصائيات الدراجات الإحترافية (الإنجليزية)
- جوركا إيزاجير على موقع نسبة الدراجات (الإنجليزية)
- جوركا إيزاجير على موقع CycleBase (الإنجليزية)
- جوركا إيزاجير على موقع أوليمبيديا (الإنجليزية)